# Бакалар
Бакалар (исп. Bacalar) — город в Мексике, в штате Кинтана-Роо, входит в состав одноимённого муниципалитета и является его административным центром. Численность населения, по данным переписи 2020 года, составила 12 527 человек.

## Общие сведения
Название Bacalar с юкатекского языка можно перевести как — окружённый, обросший тростником. Это слово упоминалось в названии одного из кочевых племён народа майя.
Поселение было основано в 1544 году Мельчором Пачеко под названием Саламанка-де-Бакалар. Оно являлось перевалочным пунктом на пути в Гватемалу и Гондурас.
В XVII веке поселение не раз подвергалось нападению пиратов, что послужило толчком к строительству укреплений. В 1733 году было завершено строительство форта Сан-Фелипе. После этого поселение начало процветать, занимаясь экспортом махагони, кампеша, сахара, фрукты, крупный рогатый скот, коз и свиней.
27 февраля 2007 года Бакалару был присвоен статус магического городка, повысив туристическую привлекательность.
26 июня 2007 года ему был присвоен статус города.

## Население
| Год  | Численность | Численность |
| ---- | ----------- | ----------- |
| 2000 | 9239        | [ 6 ]       |
| 2005 | 9833        | [ 7 ]       |
| 2010 | 11 048      | [ 8 ]       |
| 2020 | 12 527      | [ 9 ]       |

## Фотографии
- Форт Сан-Фелипе
- Церковь Святого Хоакина
- Отель Бальче
- Лагуна Бакалар